# 쿨빗
쿨빗(Coolbits)은 엔비디아 그래픽 카드 윈도우용 드라이버를 위한 윈도우 레지스트리 핵이다. 엔비디아 드라이버 제어판을 통해 이용할 수 있는 트윅 기능을 허용한다. (오버클럭 포함) 더 많은 특별한 기능을 지원하는 쿨빗 2.0도 존재한다. 쿨빗에서 제공하는 기능들은 고급 사용자들 전용으로 여겨지므로 제어판에는 기본적으로 숨겨져 있다.

## 관련 레지스트리
```
REGEDIT4
[HKEY_LOCAL_MACHINE\SOFTWARE\NVIDIA Corporation\Global\NvTweak]
"CoolBits"=dword:00000003
```